# Ptiolinites raypearcei
Ptiolinites raypearcei  (лат.) — ископаемый вид двукрылых насекомых рода Ptiolinites из семейства бекасницы (Rhagionidae). Нижний мел. Великобритания (Clockhouse Brickworks, Hauterivian, Weald Clay Formation). Один из древнейших видов мух.

## Описание
Длина крыла 1,9—2,8 мм, ширина 0,8—1,2 мм. Общая длина тела при жизни около 2,1 мм (на отпечатке 2,8 мм). Сохранились только крылья. Птеростигма остаточная. Крыловая мембрана покрыта микротрихиями. Костальная область между R4 и R5 длиннее, чем область между R5 и M1. Вид был впервые описан в 2000 году российским палеоэнтомологом М. Мостовским (Палеонтологический институт РАН, Москва), английскими и немецким палеонтологами Е. Яржембовским (E. A. Jarzembowski; Maidstone Museum & Art Gallery, Мейдстон, Кент; The University, Рединг, Великобритания), Р. Корэмом (R. A. Coram), и J. Ansorge (Institut fur Geologische Wissenschaften, Грайфсвальдский университет, Грайфсвальд, Германия) и назван в честь Реймонда Пирса (Dr Raymond Pearce of Headington, Oxford).